# Guido Thomasi

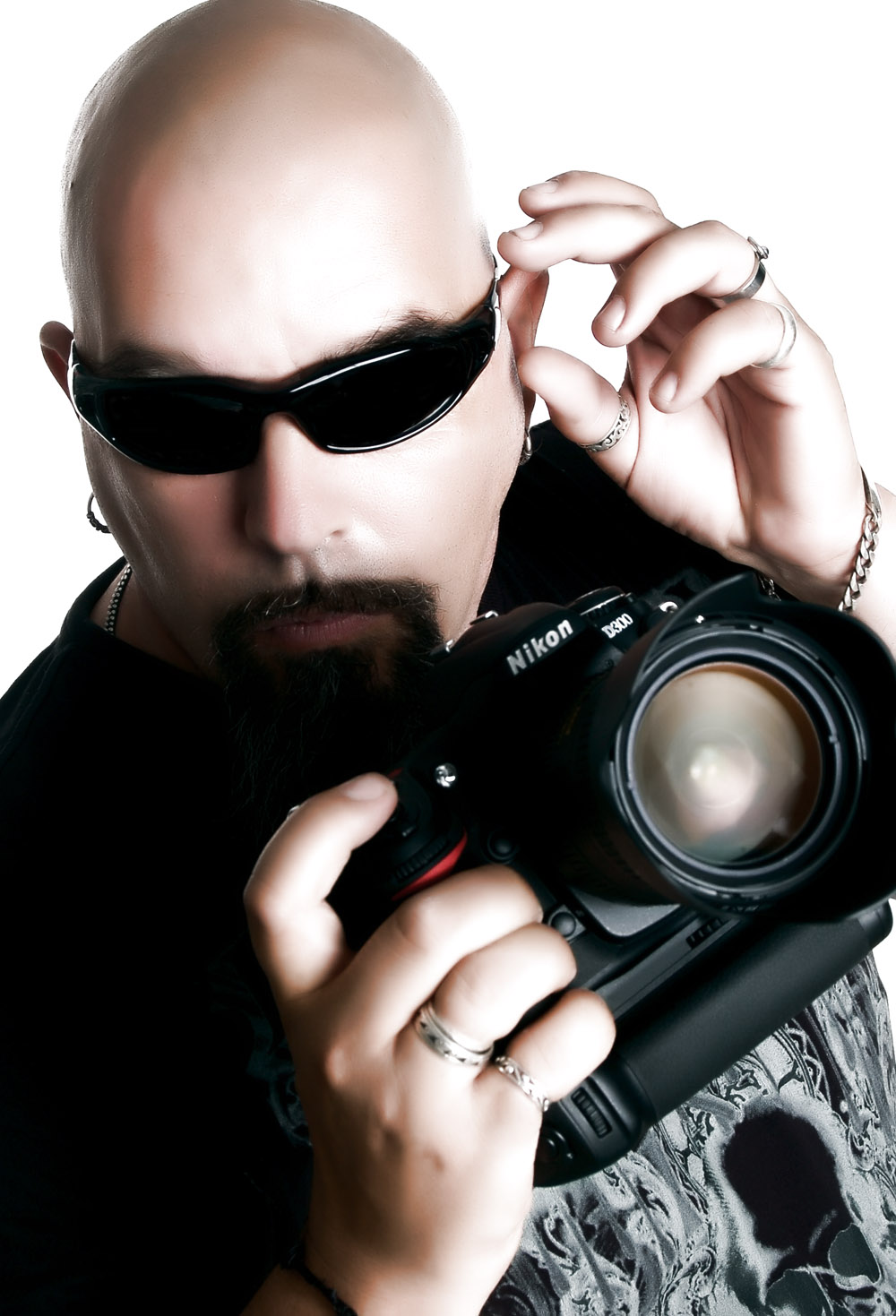
Guido Thomasi, 2010

Guido Thomasi (* 10. Juni 1966 in Hannover) ist ein deutscher Akt- und Erotikfotograf.

## Leben
Thomasi arbeitet unter anderem für die Zeitschrift Penthouse sowie für andere Herrenmagazine wie Hustler, Coupé und Blitz-Illu. Erotikdarstellerinnen wie Sibylle Rauch, Dru Berrymore, Vivian Schmitt. Samira Summer und Stella Styles standen bei ihm Modell.
Thomasi hat 2010 an dem Bildband Young Sexy Girls als Fotograf mitgearbeitet. 2011 veröffentlichte er den Bildband Dead Place Erotic und den Kalender Erotik Star Edition Kalender 2012, im Jahr 2012 folgte der Bildband Pussy World.

## Werke
- Mitwirkung an: Young Sexy Girls. Impex International, Großräschen 2010, ISBN 978-3-941912-49-6.
- Dead Place Erotic. Text Chester Garfield. Horgenbooks, Dreieich 2011, ISBN 978-3-943399-00-4.
- Erotik Star Edition Kalender 2012. Horgenbooks, Dreieich 2011, ISBN 978-3-943399-02-8.
- Pussy World. Horgenbooks, Dreieich 2012, ISBN 978-3-943399-09-7.

## Auszeichnungen
- 2000: Venus Award – Bester Fotograf
- 2001: Venus Award – Bester Fotograf (Nominierung)